# Ligurie
Ligurie (italsky Liguria) leží na severozápadě Itálie, je třetím nejmenším italským krajem. Sousedí s Francií na západě, Piemontem na severu a Emilií-Romagnou a Toskánskem na východě. Leží u Ligurského moře. Region do značné míry koresponduje s územím bývalé Janovské republiky. Od 19. století je Ligurie cílem turistů, kteří se především zaměřují na známou oblast Italské riviéry.

## Historie
Ve starověku byla krajina obývána Ligury neznámého původu, od nichž si ponechala své jméno. V roce 123 př. n. l. byla začleněna do Římské říše, později ji vlastnili Langobardi, které vystřídali Frankové. Od 11. století se zde rozvíjela později mocná a bohatá Janovská republika. Ve 14. st. zahrnovala již celou Ligurii. V roce 1284 porazil Janov Pisu, v roce 1380 byl naopak poražen Benátskou republikou. Následovaly konflikty s Francouzi a Španěly. V první pol. 16. st. admirál Doria obnovil janovskou nezávislost. V roce 1805 Ligurii získal Napoleon pro Francii, o 9 let později se stala součástí Sardinského království a v roce 1861 součástí Italského království.

## Geografie

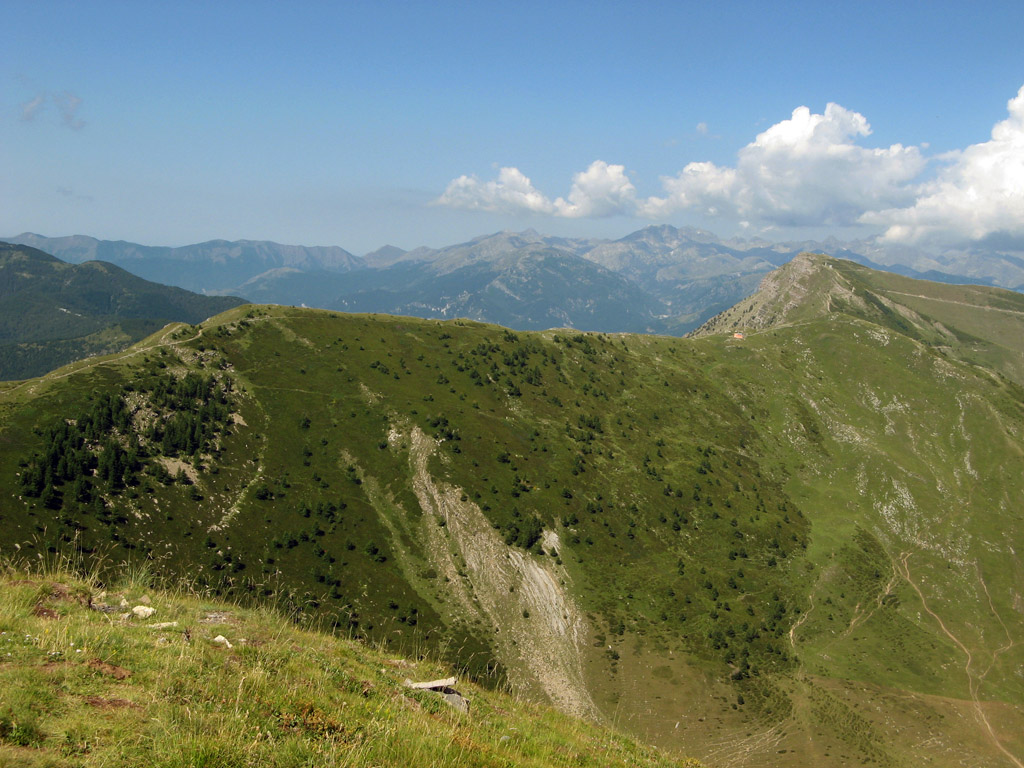
Ligurské Alpy

Ligurie je velmi hornatá. Má protáhlý tvar půlkruhu, který z jihu obepíná Janovský záliv. Na severozápad Ligurie zasahují Přímořské Alpy, respektive Ligurské Alpy, severovýchod zaujímají Ligurské Apeniny. 65% rozlohy kraje je hornatý, 35% tvoří vrchovina, pouze 5% připadá na rovinu a nížiny. Téměř polovinu hranic Ligurie tvoří pobřeží Ligurského moře, nazývané také Italská riviéra. Od Ventimiglie k La Spezie je délka pobřeží 270 km. Hlavní město Janov se nachází přibližně ve střední části. Západní část pobřeží nazývaná Riviera di Ponente, respektive Riviera dei Fiori, je jedinou nížinnou oblastí v Ligurii. Východní část, Riviera di Levante, je více členitá, se strmě spadajícími útesy k moři. Ligurie je nejvíce zalesněný region v Itálii, do 500 m n. m. roste stále zelená vegetace. Ze stromů jsou nejčastější kaštany, habry, jasany, jilmy a duby.

## Politika
V čele regionu stojí guvernér (Presidente), jenž je volen v přímé volbě na pětileté funkční období. Guvernér je zároveň hlavou regionální vlády (Giunta), jež se v současnosti skládá z osmi ministrů (Assessori). Nyní je guvernérem Giovanni Toti za stranu Cambiamo!.
Legislativním sborem je Regionální zastupitelstvo (Consiglio Regionale), které má 31 členů a je voleno poměrným systémem. Volby probíhají společně s volbou guvernéra jednou za pět let. Jedno křeslo v zastupitelstvu je rezervováno pro guvernéra regionu.

### Výsledky posledních voleb do regionálního zastupitelstva (září 2020)
|                      |                      |                            |                     |         |       |         |
| Koalice              | Koalice              | Strana                     | Strana              | Hlasy   | Hlasy | Mandáty |
| Koalice              | Koalice              | Strana                     | Strana              | Abs.    | %     | Mandáty |
|                      | CDX                  |                            | Cambiamo!           | 141 552 | 22.6  | 9       |
|                      | CDX                  | Liga severu                | 107 371             | 17.1    | 6     |         |
|                      | CDX                  | Bratři Itálie              | 68 062              | 10.9    | 3     |         |
|                      | CDX                  | Forza Italia               | 33 040              | 5.3     | 1     |         |
|                      | CDX                  | Unie středu                | 4 086               | 0.7     | 0     |         |
| Středopravice celkem | Středopravice celkem | 354 111                    | 56.5                | 19      |       |         |
|                      | CSX–M5S              |                            | Demokratická strana | 124 586 | 19.9  | 6       |
|                      | CSX–M5S              | Hnutí pěti hvězd           | 48 722              | 7.8     | 2     |         |
|                      | CSX–M5S              | Ferruccio Sansa guvernérem | 44 700              | 7.1     | 3     |         |
|                      | CSX–M5S              | Levice pro Sansu           | 15 451              | 2.5     | 1     |         |
|                      | CSX–M5S              | Zelená Evropa              | 9 193               | 1.5     | 0     |         |
| Středolevice celkem  | Středolevice celkem  | 242 652                    | 38.7                | 12      |       |         |
|                      | Ostatní strany       | Ostatní strany             | Ostatní strany      | 29 662  | 4.7   | 0       |
| Celkem               | Celkem               | Celkem                     | Celkem              | 626 425 | 100   | 31      |

## Administrativní členění
Hlavním městem regionu je Janov (italsky Genova).
Oblast má rozlohu 5 420 km², 1,6 miliónu obyvatel a dělí se na 4 provincie.
- Provincie Genova
- Provincie Imperia
- Provincie La Spezia
- Provincie Savona

## Turismus - hlavní centra v regionu

Janov

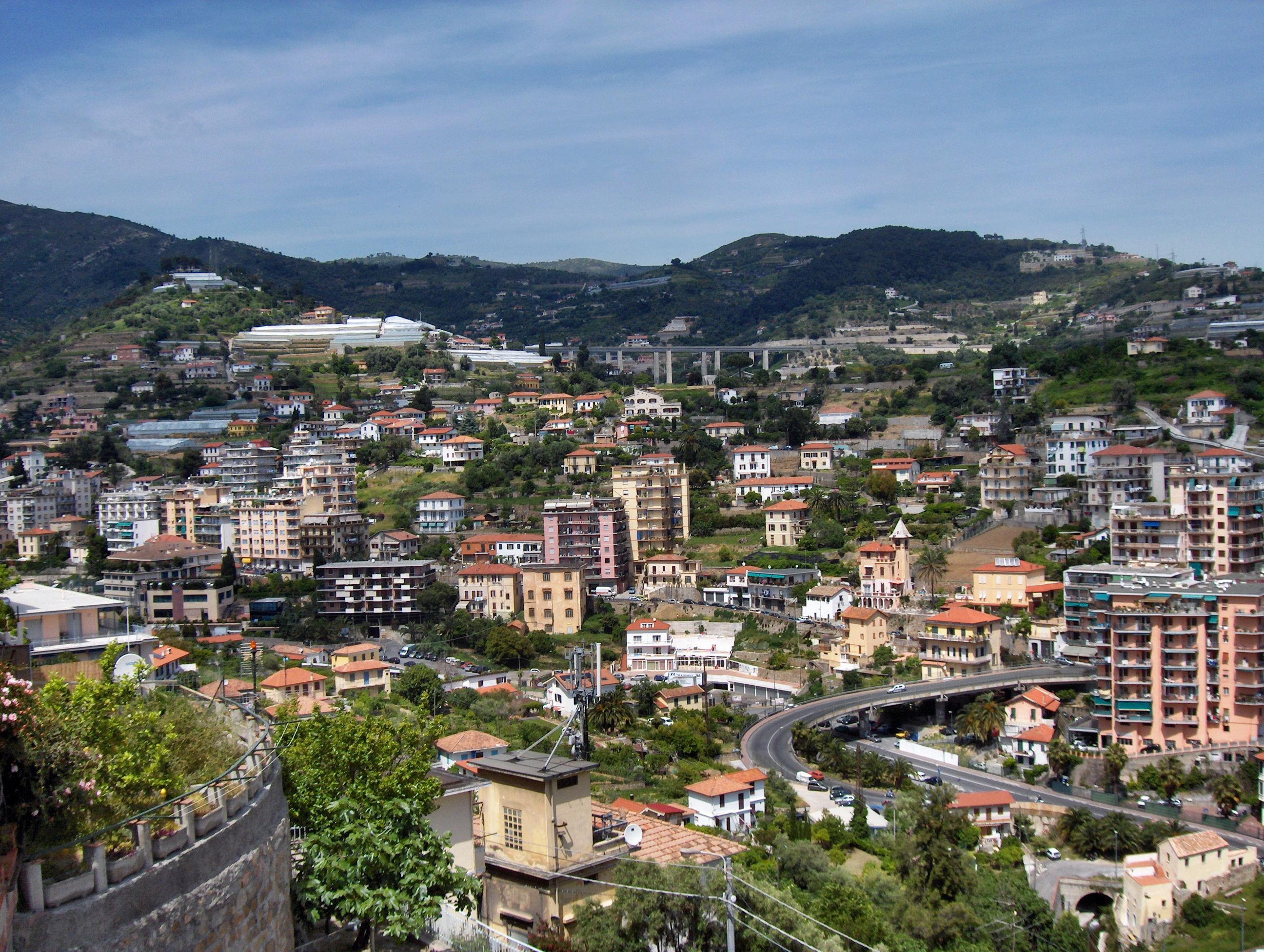
San Remo

- Janov
- Riviera di Ponente
  - Savona
  - Noli
  - Finale Ligure
  - Albenga
  - Alassio
  - Imperia
  - San Remo
  - Bordighera
- Riviera di Levante
  - Camogli
  - Portofino
  - Rapallo
  - Chiavari
  - Lavagna
  - Sestri Levante
  - Cinque Terre
  - La Spezia